# Józef Cieszyński
Józef Cieszyński (ur. 4 grudnia 1899 w Toruniu, zm. 5 marca 1944 tamże) – polski piłkarz, napastnik, podoficer zawodowy Wojska Polskiego.
Wychowanek SC Vistula Thorn. Zawodnik wielu toruńskich klubów (patrz infoboks). Należał do najlepszych piłkarzy w mieście, odważny i skuteczny napastnik, potrafiący samemu stworzyć sobie okazje bramkowe.
Jego młodszy brat Leon (1901-1942) także grał w piłkę, ale na pozycji obrońcy, rzadziej skrzydłowego.